# 亞歷山德里夫卡 (喬爾諾莫爾斯克市鎮)

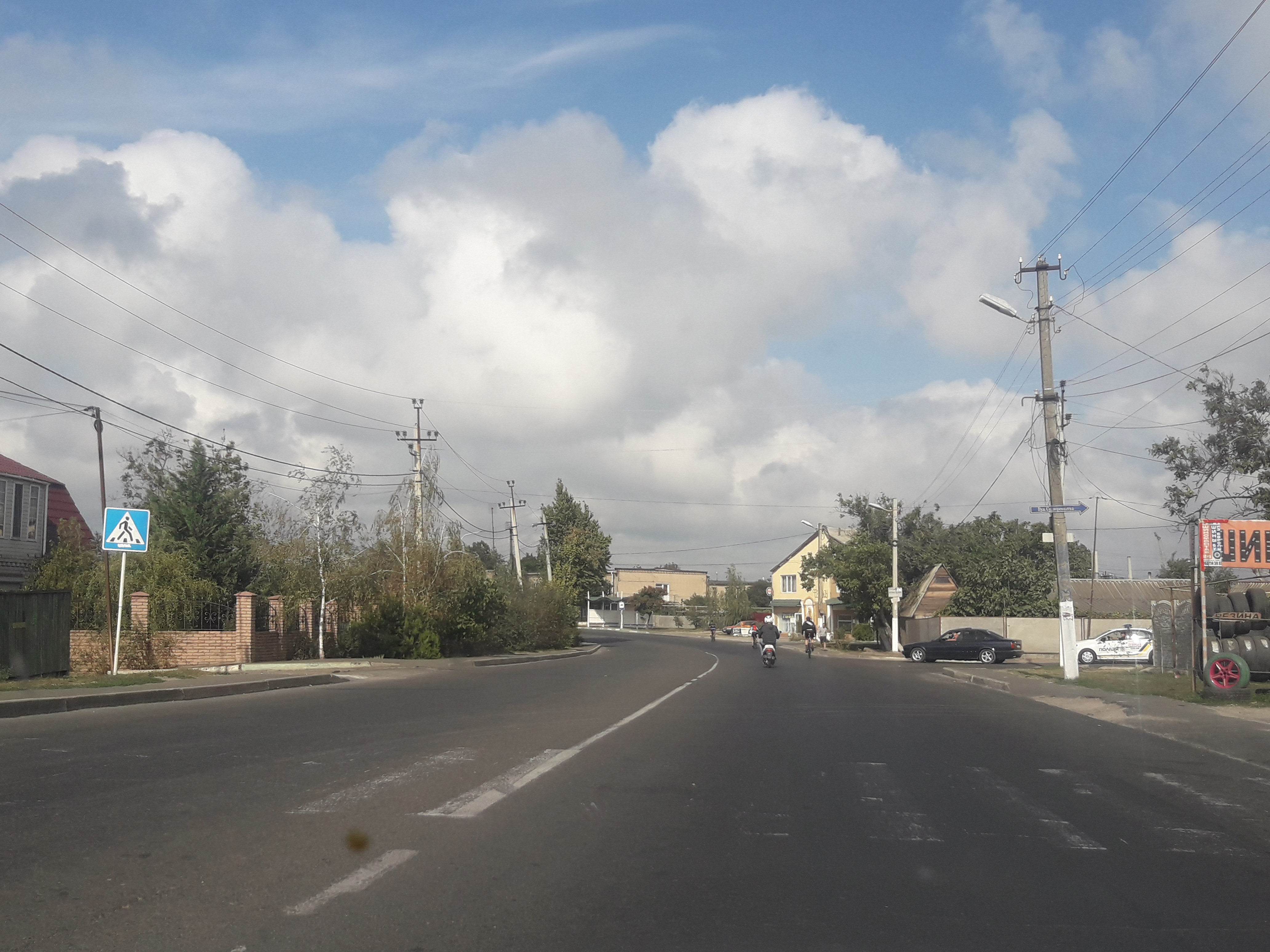
镇里街道

亞歷山德里夫卡（烏克蘭語：Олександрівка），是烏克蘭的市級鎮，位於該國西南部敖德薩州，由敖德薩區的喬爾諾莫爾斯克市鎮負責管轄。該鎮始建於十八世紀晚期，面積2.34平方公里，2011年人口6,953，人口密度每平方公里2,971.37人。